# Euxoa oppidicola
Euxoa oppidicola är en fjärilsart som beskrevs av Krulikovski 1907. Euxoa oppidicola ingår i släktet Euxoa och familjen nattflyn. Inga underarter finns listade i Catalogue of Life.